# Birdinos
Birdinos er en dansk dokumentarfilm fra 2019 instrueret af Amy Holst Bloch.

## Handling
Filmen er en dokumentarisk kortfilm som præsenterer realistiske 3D-udgaver af dinosaurer med fjer og demonstrerer en stigende synlig evolution fra fortidsøgle til den moderne fugl. I kronologisk rækkefølge ses: En velociraptor, en anchiornis huxleyi, og endelig, en confuciusornis. Rammen for præsentationen er i 2D, og har et mere muntert og letbenet udtryk.

## Medvirkende
- Julia Bracegirdle, Fortæller